# Arthur Studenroth
Arthur Studenroth   (comtat de Bradford, 9 d'octubre de 1899 - Albany, 14 de març de 1992) va ser un atleta estatunidenc, especialitzat en curses de fons, que va competir durant la dècada de 1920.
El 1924 va prendre part en els Jocs Olímpics de París, on disputà dues proves del programa d'atletisme. Guanyà la medalla de plata en la prova del cros per equips, fent equip amb Earl Johnson i August Fager, mentre en la de cros individual fou sisè.